# Andrei Ionescu
Andrei Ionescu (* 29. März 1988 in Craiova) ist ein rumänischer Fußballspieler. Er steht seit Sommer 2017 bei Aizawl FC in der indischen I-League unter Vertrag.

## Vereinskarriere

### FC Universitatea Craiova
Ionescu gab sein Debüt für FC Universitatea Craiova in der Liga 1 am 27. August 2006 gegen Dinamo Bukarest. Das Spiel gewann Dinamo mit 4:0. Bevor Ionescu zu Universitatea wechselte, spielte er in der Jugendmannschaft und zweiten Mannschaft von PSV Eindhoven. Er spielte von 2005 bis 2008 bei Universitatea und kam 55 Mal zum Einsatz.

### Steaua Bukarest
Im August 2008 gab Steaua Bukarest bekannt, Ionescu für etwa 500.000 € zu verpflichten. Da er bei Steaua nur unregelmäßig zum Einsatz kam, wurde er in der Rückrunde der Saison 2009/10 an den Ligakonkurrenten Politehnica Iași ausgeliehen, mit dem er am Saisonende abstieg. Im Sommer 2010 kehrte er zu Steaua zurück.

### Royal Antwerp
Von 31. August 2011 bis Sommer 2012 stand er in Belgien bei Royal Antwerpen unter Vertrag.

### Ferencváros Budapest
Im Sommer 2012 wechselte er zum ungarischen Rekordmeister Ferencváros Budapest. Kam er dort in der ersten Hälfte der Saison 2012/13 noch regelmäßig zum Einsatz, verlor er seinen Platz im Team zu Beginn des Jahres 2013 und fand sich mitunter in der zweiten Mannschaft wieder. Dies änderte sich in der Spielzeit 2013/14 nicht. Ionescu fand sich meist auf der Ersatzbank wieder und kam nur zu sechs Einsätzen.

### Letzte Jahre
Im Sommer 2014 wurde Ionescus Vertrag in Budapest nicht verlängert. Er war einige Monate ohne Verein, ehe er Anfang Oktober 2014 bei Naft Al-Janoob in der Iraqi Super League anheuerte. Im Sommer 2015 fand er erneut keinen Klub. Erst Anfang Februar 2016 verpflichtete ihn der niederländische Zweitligist FC Eindhoven. Dort kam er zu fünf Kurzeinsätzen. Im Sommer 2016 wechselte er zum zyprischen Zweitligisten ASIL Lysi. Schon ein halbes Jahr später kehrte er nach Rumänien zurück, wo er sich dem FC Voluntari anschloss. Dort kam er bis Sommer 2017 lediglich dreimal zum Einsatz. Anschließend wechselte er zum Aizawl FC in die indische I-League.

## Erfolge

### Vereine
Steaua Bukarest
- Rumänischer Pokalsieger: 2010/11

Ferencváros Budapest
- Ungarischer Ligapokalsieger: 2012/13

FC Voluntari
- Rumänischer Pokalsieger: 2016/17
- Rumänischer Supercup-Sieger: 2017